# Vetandets arkeologi
Vetandets arkeologi, franska originalets titel: L'archéologie du savoir, är en bok från 1969 av den franske filosofen och historikern Michel Foucault. Den främsta idén som Vetandets arkeologi presenterar är att epistemer, eller diskursiva formationer, är styrda av regler frikopplade från språk och logik, och som utan individens medvetande sätter gränser för kunskapens möjligheter. 
Metoden Foucault nyttjar benämner han arkeologi och används i andra böcker av Foucault, till följd av hans avstamp i idéhistoria. Således återfinner vi också begreppet i till exempel Vansinnets historia, där Foucault menar att historien bör studeras likt en intellektuell utgrävning, av radikalt olika diskursiva formationer, vilka influerat kunskapen, respektive epistemologin gällande vansinne.

## Sammanfattning
Boken diskuterar metodiken av epistemer och kunskap, som är reglerade av det underliggande medvetandet av män och kvinnor (som subjekt, se humanism) och som, i sin tur, bildar konceptuella system för möjligheter (alltså möjligheterna för framträdandet av diskurs, kunskap osv.) Dessa system determinerar lingvistikens och kunskapens begränsningar, för varje givet episteme.

### Diskurs
Foucaults version av diskurs är en mycket genomträngande idé inom arkeologin. Foucault ägnar mycket av arkeologin åt att förfina den klassiska konceptionen av diskurs till ett objekt för analys utan begränsning. Den första större förändringen som Foucault genomför är att han trycker åt sidan allting som inte gäller diskursens självaste process. Han fortsätter sin studie om diskursens grundläggande form för att sedan analysera det han anser vara den mest elementära egenskapen av diskurs: påståendet. Foucault studerar påståendet endast genom de specifika omständigheterna som ledde till deras framträdande och födelse; dessa omständigheter anser Foucault att själva vara diskursiva.
Således menar Foucault att en diskurs inte endast är en uppsättning av artikulerade propositioner – utan uppsättningen av förhållanden som möjliggör framträdandet av diskursen och dess faktorers möjlighet. Diskurs kan alltså beskrivas i och med sig själv. 

### Kunskap
Idéhistorien handlar om den serie epistemer genom vilken en viss vetenskap har utvecklats; termen betecknar ett rådande sätt av kunskap och undersökning. I arkeologin omdefinierar Foucault begreppet epistem. Begreppet hänvisar inte längre till en uppsättning saker som är kända av ett kollektivt vetenskapligt/filosofiskt ämne, utan snarare till en uppsättning diskursiva relationer utan innehåll och utan ett vetande ämne. Kunskap blir en slags instabil, komplex uppsättning av diskursiva relationer som gör det möjligt för ett uttalande att kvalificera sig som något som är 'känt'.
Arkeologin är inriktad på att beskriva omvandlingen av de förhållanden som avgör vad som räknas som kunskap - på samma sätt som idéhistorien handlar om att visa övergång mellan kunskapssätt.

### Arkeologi
Denna metodik för historisk analys är det Foucault benämner arkeologin, och är ett centralt begrepp i hans studier. Arkeologi handlar alltså om att undersöka de diskursiva spåren och uppsättningarna som lämnats av det förflutna för att kunna skapa en ”nutidens historia”. Med andra ord handlar arkeologi om att se på historien som ett sätt att förstå de processer som har lett till var vi finner oss idag. Detta är centralt beträffande Foucaults historieanalys, och är inspirerat av Friedrich Nietzsches Otidsenliga betraktelser.